# 100 meter häck för damer i friidrott vid olympiska sommarspelen 1996
100 meter häck för damer vid olympiska sommarspelen 1996 i Atlanta avgjordes den 29-31 augusti. 

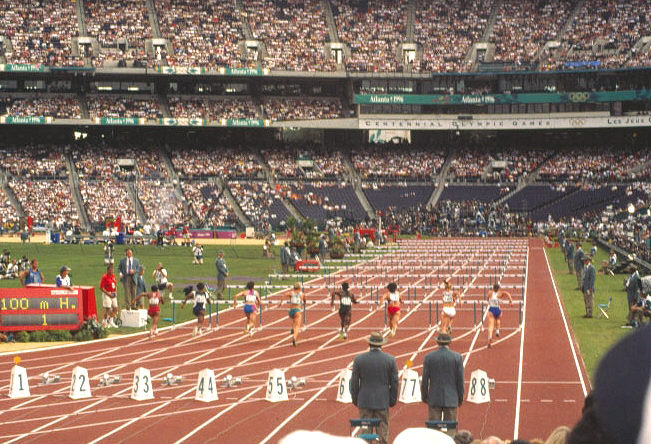

## Medaljörer
| Gren           | Guld                       | Guld  | Silver                      | Silver | Brons                       | Brons |
| 100 meter häck | Ludmila Engquist · Sverige | 12,58 | Brigita Bukovec · Slovenien | 12,59  | Patricia Girard · Frankrike | 12,65 |

## Resultat
- Q innebär avancemang utifrån placering i heatet.
- q innebär avancemang utifrån total placering.
- DNS innebär att personen inte startade.
- DNF innebär att personen inte fullföljde.
- DQ innebär diskvalificering.
- NR innebär nationellt rekord.
- OR innebär olympiskt rekord.
- WR innebär världsrekord.
- WJR innebär världsrekord för juniorer
- AR innebär världsdelsrekord (area record)
- PB innebär personligt rekord.
- SB innebär säsongsbästa.
- w innebär medvind > 2,0 m/s

### Final
| Placering  | Namn                       | Tid   | Bana |
| ---------- | -------------------------- | ----- | ---- |
|            | Ludmila Engquist (SWE)     | 12,58 | 6    |
|            | Brigita Bukovec (SLO)      | 12,59 | 3    |
|            | Patricia Girard (FRA)      | 12,65 | 5    |
| 4.         | Gail Devers (USA)          | 12,66 | 8    |
| 5.         | Dione Rose (JAM)           | 12,74 | 2    |
| 6.         | Michelle Freeman (JAM)     | 12,76 | 4    |
| 7.         | Lynda Tolbert-Goode (USA)  | 13,11 | 1    |
| DQ (dopad) | Natalja Sjechodanova (RUS) | 12,80 | 7    |

### Semifinaler
| Placering | Namn                        | Tid   | Bana |
| --------- | --------------------------- | ----- | ---- |
| 1.        | Michelle Freeman (JAM)      | 12,61 | 5    |
| 2.        | Brigita Bukovec (SLO)       | 12,63 | 4    |
| 3.        | Natalja Sjechodanova (RUS)  | 12,67 | 3    |
| 4.        | Lynda Tolbert-Goode (USA)   | 12,77 | 2    |
| 5.        | Angie Thorp (GBR)           | 12,80 | 8    |
| 6.        | Julie Baumann (SUI)         | 12,90 | 6    |
| 7.        | Nicole Ramalalanirina (MAD) | 13,01 | 1    |
| 8.        | Kristin Patzwahl (GER)      | 13,05 | 7    |

| Placering | Namn                        | Tid   | Bana |
| --------- | --------------------------- | ----- | ---- |
| 1.        | Ludmila Engquist (SWE)      | 12,51 | 5    |
| 2.        | Patricia Girard (FRA)       | 12,59 | 2    |
| 3.        | Gail Devers (USA)           | 12,62 | 6    |
| 4.        | Dione Rose (JAM)            | 12,64 | 3    |
| 5.        | Aliuska López (CUB)         | 12,70 | 4    |
| 6.        | Julija Graudyn (RUS)        | 12,74 | 7    |
| 7.        | María José Mardomingo (ESP) | 12,89 | 1    |
| —         | Svetla Dimitrova (BUL)      | DNF   | 8    |